# 魯西卡山
48°21′28.4″N 24°13′40.5″E / 48.357889°N 24.227917°E

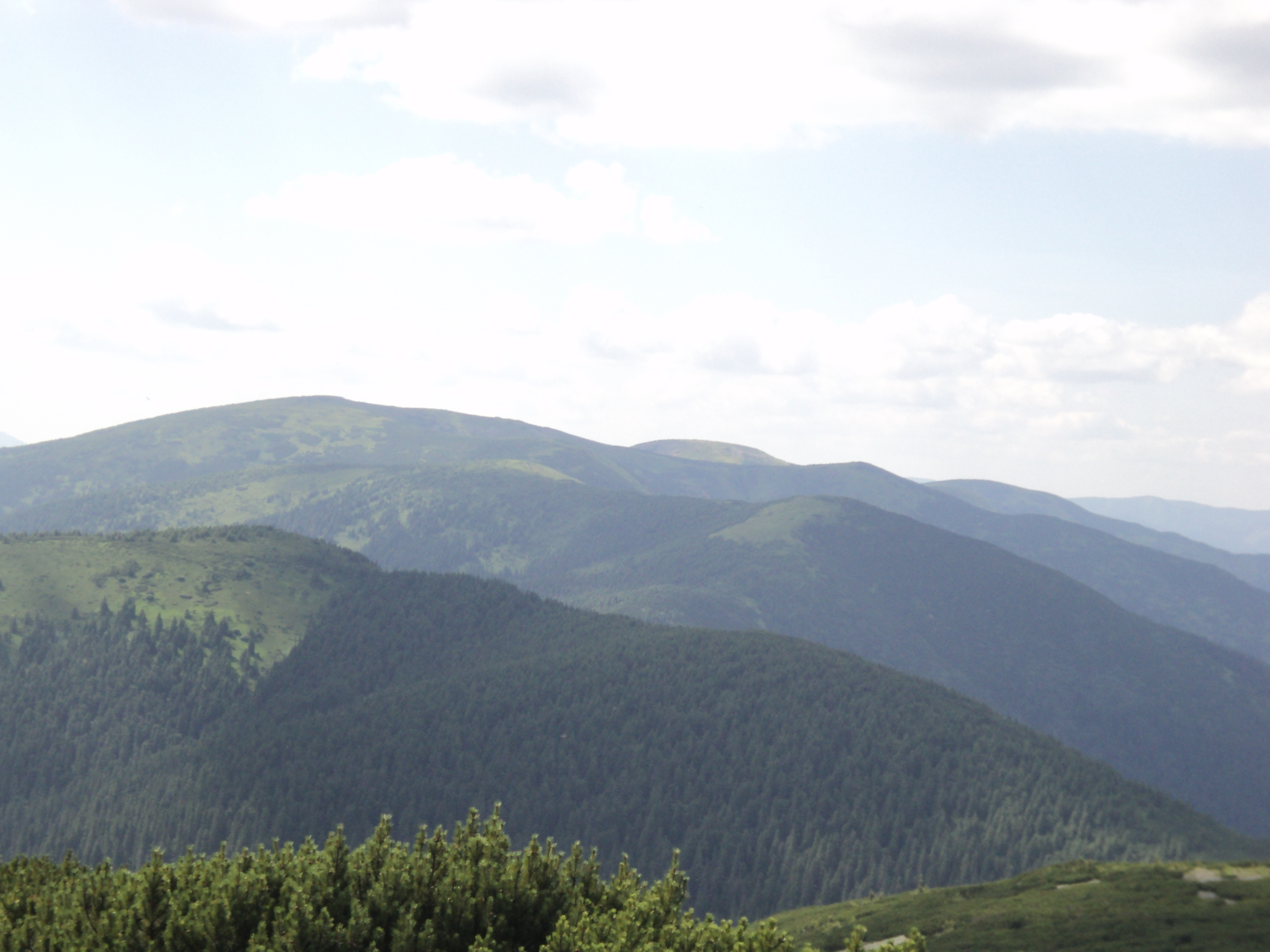

魯西卡山是烏克蘭的山峰，位於該國西部，處於伊萬諾-弗蘭科夫斯克州和外喀爾巴阡州接壤的邊界，屬於烏克蘭喀爾巴阡山脈中戈爾加內山脈的一部分，海拔高度1,650米。